# Irina Ninova
 (septembre 2024).
Si vous disposez d'ouvrages ou d'articles de référence ou si vous connaissez des sites web de qualité traitant du thème abordé ici, merci de compléter l'article en donnant les références utiles à sa vérifiabilité et en les liant à la section « Notes et références ».
Pour les articles homonymes, voir Ninova.
Irina Ninova est une actrice française d'origine soviétique.

## Biographie
Irina Ninova est notamment connue pour avoir joué dans Le Placard en 2001 et La Doublure en 2006.
Depuis 2019, elle anime un magazine culturel sur RT France.

## Filmographie

### Actrice

#### Cinéma
- 1998 : J'aimerais pas crever un dimanche, de Didier Le Pêcheur : Christina
- 1999 : Le Schpountz, de Gérard Oury : la réceptionniste de l'hôtel
- 2000 : Deuxième vie, de Patrick Braoudé : secrétaire Degan 4
- 2001 : Le Placard, de Francis Veber : Martine
- 2003 : Le Pharmacien de garde, de Jean Veber : mère de Kevin
- 2006 : La Doublure, de Francis Veber : Marie
- 2008 : 8th Wonderland, de Nicolas Alberny et Jean Mach : Ludmila
- 2020 : Sol de Jézabel Marques : Dora

#### Télévision
- 2000 : Les Bœuf-carottes, de Christian Faure : Monica
- 2002 : Alice Nevers, le juge est une femme, de Pierre Burton [réf. souhaitée] : Zina
- 2003 : Père et Maire, épisode Un mariage sans témoins : Irina Poliakov
- 2021 : La Stagiaire (saison 6), Milena Gorsky, le professeur de russe

## Théâtre

### Comme actrice
- 2014 : Cher trésor, de Francis Veber : Olga
- 2016 : Le Fusible, de Sylvain Meyniac : La Russe

## Doublage
- 2017 : Baby Boss : Big Baby Boss

## Publication
- Irina Ninova, L'édifiante histoire d'une fille qui ne voulait pas devenir poupée russe (avec la collaboration de Philippe Durant), Librinova, 2019  (ISBN 979-864686462-9)